# Igreja de Nossa Senhora da Conceição da Ribeira (Viseu)
A Igreja de Nossa Senhora da Conceição da Ribeira, ou Igreja de Nossa Senhora da Conceição, é um templo da cidade de Viseu, na atual freguesia de Viseu, situando-se na margem direita do rio Pavia e datando da segunda metade do século XVIII.

## Descrição
É um pequeno e belo templo. A sua fachada foi desenhada em 1757 por António Mendes Coutinho, que no mesmo ano também desenhou a Igreja de Terceiros, trazendo para Viseu as linhas rococó das obras de André Soares (em Braga) e de Nicolau Nazoni (da Nossa Senhora dos Remédios, em Lamego) e renovando o desenho das igrejas e capelas do distrito.
O interior possui três retábulos: o principal dedicado a Nossa Senhora da Conceição (imagem do século XVII) e os outros dois ao Sagrado Coração de Jesus e a Santo António. São da segunda metade do século XVIII.
No século XX é arranjado o adro e fez-se a escadaria de acesso, dado um aspecto cenográfico ao conjunto. Já no século XXI, enquadrado no Programa Polis, a zona sofre um arranjo paisagístico que muito vem beneficiar o templo.